# Lamborghini 350GTV
Lamborghini 350GTV je prvi prototip kojeg je razvila tvrtka Lamborghini i prethodnik prvog proizvodnog modela te tvrtke,   modela 350GT. Model 350GTV predstavljen je javnosti godine 1963. na autoizložbi u Torinu.
Karoseriju je dizajnirao Franco Scaglione, a izgrađena je u Torinu, "Carrozzeria Sargiotto". Giotto Bizzarrini razvio je 3.5 litreni V12 motor, koje je proizvodio 255 kW (347 KS)) pri 8,000 okr/min.
Ferruccio Lamborghini nije bio zadovoljan izgledom modela i stanjem motora. Od tvrtke "Carrozzeria Touring" zatražio je redizajn automobila kako bi bio praktičniji, a motoru je smanjio snagu na 270 KS pri 6500 okr/min. Novi izgled i novi motor načinili su novi model 350 GT, prvi proizvodni model tvrtke. 
Model 350 GTV korišten je samo kao prototip i izložbeni primjerak. 